# Blythipicus rubiginosus
Blythipicus rubiginosus là một loài chim trong họ Picidae.